# Deflorita lyra
Deflorita lyra är en insektsart som beskrevs av Andrej Vasiljevitj Gorochov 2004. Deflorita lyra ingår i släktet Deflorita och familjen vårtbitare. Inga underarter finns listade i Catalogue of Life.